# Château de Recours
Le château de Recours est un château fort en ruine, situé sur la commune de Beaulieu, dans le département de la Haute-Loire, en région Auvergne-Rhône-Alpes.

## Situation
Les ruines du château sont situées à environ à 1 km au nord  du bourg, au sommet d'un suc dominant la vallée de la Loire et la plaine de l'Emblavez.

## Histoire
Le château est mentionné en 1273 par Armand Vicomte de Polignac. Il sera de nouveau mentionné par ses successeurs en 1307 et 1310. En 1527, les habitants de Recours s'engagent à surveiller le château. La dernière mention apparait le 13 juillet 1557 où le seigneur de Polignac donne Recours à son fils.

## Description
À la pointe extrême sud du rocher, on aperçoit la fondation d'une tour. La visite est libre.